# Supergromada w Warkoczu
Supergromada w Warkoczu – supergromada galaktyk znajdująca się w gwiazdozbiorze Warkocza Bereniki w odległości 300 milionów lat świetlnych. Była to jedna z pierwszych odkrytych supergromad.
Badania Supergromady w Warkoczu pozwoliły na odkrycie struktury Wszechświata składającego się z supergromad galaktyk i oddzielających je pustek.
Supergromada w Warkoczu zawiera dwie bardzo bogate gromady: gromadę w Lwie (Abell 1367) oraz gromadę w Warkoczu (Abell 1656). Obie są znacznie bogatsze od gromady w Pannie, przy czym Abell 1656 jest większa i bogatsza od Abell 1367. 
| Nazwa      | Rektascensja (J2000) | Deklinacja (J2000) | Redshift (z) | Odległość w mln ly | Klasa obfitości |
| ---------- | -------------------- | ------------------ | ------------ | ------------------ | --------------- |
| Abell 1367 | 11h 44m 30s          | +19° 50′ 00″       | 0,0208       | 290                | 2               |
| Abell 1656 | 12h 59m 48s          | +27° 59′ 00″       | 0,0219       | 305                | 2               |

| Nazwa          | Rektascensja (J2000) | Deklinacja (J2000) | Redshift (z) | Odległość w mln ly |
| -------------- | -------------------- | ------------------ | ------------ | ------------------ |
| Grupa IC 698   | 11h 28m 42s          | +09° 04′ 00″       | 0,0210       | 290                |
| Grupa UGC 6583 | 11h 36m 54s          | +19° 58′ 00″       | 0,0214       | 295                |
| Grupa NGC 3801 | 11h 40m 54s          | +17° 27′ 00″       | 0,0108       | 150                |
| Grupa NGC 3902 | 11h 50m 30s          | +25° 59′ 00″       | 0,0120       | 165                |
| Grupa NGC 3995 | 11h 57m 00s          | +32° 19′ 00″       | 0,0106       | 145                |
| Grupa NGC 4005 | 11h 58m 12s          | +25° 11′ 00″       | 0,0153       | 210                |
| Grupa NGC 4017 | 11h 58m 24s          | +27° 46′ 00″       | 0,0114       | 160                |
| Grupa NGC 4065 | 12h 04m 30s          | +20° 18′ 00″       | 0,0235       | 325                |
| Grupa NGC 4169 | 12h 12m 06s          | +29° 07′ 00″       | 0,0127       | 175                |
| Grupa NGC 4213 | 12h 15m 48s          | +23° 58′ 00″       | 0,0233       | 320                |
| Grupa NGC 4956 | 13h 06m 24s          | +35° 14′ 00″       | 0,0160       | 220                |
| Grupa NGC 5056 | 13h 21m 42s          | +31° 35′ 00″       | 0,0214       | 295                |
| Grupa NGC 5127 | 13h 24m 36s          | +31° 30′ 00″       | 0,0162       | 225                |
| Grupa NGC 5174 | 13h 29m 30s          | +11° 44′ 00″       | 0,0232       | 320                |
| Grupa IC 944   | 13h 52m 00s          | +14° 05′ 00″       | 0,0234       | 325                |
| Grupa IC 4342  | 13h 55m 24s          | +25° 05′ 00″       | 0,0293       | 405                |

Niektóre z wymienionych grup galaktyk znajdują się pomiędzy supergromadami w Pannie i w Warkoczu, które zdają się być połączone mniejszymi grupami galaktyk tworząc ścianę galaktyk o długości 600 milionów lat świetlnych.
Grupa UGC 6583 to wschodnia część Abell 1367, a Grupa NGC 5056 to zachodnia część Abell 1656.